# Comté de Harney
Pour les articles homonymes, voir Harney.
Le comté de Harney, en anglais Harney County, est un comté situé dans le vaste bassin géologique de Harney, au sud-est de l’État de l’Oregon aux États-Unis. 

## Création administrative
Le comté de Harney a été créé le 25 février 1889 par détachement d'une grande partie méridionale du comté de Grant, représentant environ les deux-tiers de la superficie initiale de l'ancien comté. L'entité est nommée en l'honneur de William Selby Harney, un officier supérieur de cavalerie de l’US Army récemment disparu, qui était un ancien commandant du département militaire de l'Oregon à la fin des années 1850, toujours resté populaire dans l'Ouest américain à sa disparition. 
Toutefois, le changement de nom, imposé également au chef-lieu, déplaisait à la plupart des habitants qui avaient gardé la dédicace de leur ville au grand poète écossais Robert Burns. Non sans rivalités internes violentes, ils obtinrent que le nom du chef-lieu soit préservé.
Il semble que le lac et le vaste bassin géologique aient été dénommées plus tardivement.

## Géographie
Le siège du comté est à Burns. Selon les recensements de 2000 et 2010, sa population est respectivement de 7 609 et 7 422 habitants. C'est le cinquième comté d'Oregon à la population la plus basse, mais du fait de sa superficie celui qui a la densité de population la plus basse.
Le comté a une superficie de 26 486 km², dont 26 248 km² terrestres. Il fait partie des huit comtés qui définissent l'Orégon orientale. Il en est le plus vaste, dépassant de quelque 880 km2 en superficie le comté de Malheur.

### Comtés adjacents
- Comté de Lake (ouest)
- Comté de Deschutes (nord-ouest)
- Comté de Crook (nord-ouest)
- Comté de Grant (nord)
- Comté de Malheur (est)
- Comté de Humboldt, Nevada (sud)
- Comté de Washoe, Nevada (sud-ouest)